# Coelogyne salmonicolor
Coelogyne salmonicolor é uma espécie de orquídea epífita, família Orchidaceae, originária de Sumatra.